# 奥尔卡霍-德圣地亚哥
奥尔卡霍-德圣地亚哥（西班牙語：Horcajo de Santiago）是西班牙卡斯蒂利亚-拉曼恰昆卡省的一个市镇。总面积96平方公里，总人口3440人（2001年），人口密度36人/平方公里。